# Green Price
GreenPrice是一家环保超市，由 Terence、Ben 和 Allison于2016年在香港创立，是香港首家结合环保与实惠于一体的社会企业超市，专门从事剩余和短期库存零售。该超市由几位大学生创办，店内专门销售即将过期或已过“最佳食用日期”的产品。旨在减少食物浪费，同时为消费者提供购买选择。超市提供不同款式的食品、零食及饮品、美妆及护肤用品等，涵盖全球各地品牌。
创办人 Terence、Ben 和 Allison创业时仍就读大学二年级，在参与社创营时参观「惜食堂」，得知该团体常获赠过期食品却因空间不足未能接收。加上外国有专卖已过最佳食用日期食物的超市实例，三人决定将概念引入香港，2016年胜出Good Seed社创点子比赛获10万元基金，正式成立Green Price。 3位创办人入选福布斯（Forbes）2023年「亚洲30位30岁以下精英榜」。

## 分店
截至2025年6月，GreenPrice在香港合共有15間分店門市。遍布港九新界鐵路沿線 

## 外部連結
- GreenPrice 官方網站

- GreenPrice FaceBook 專頁

- GreenPrice Instagram專頁